# يوان دجيدونو
يوان دجيدونو (بالفرنسية: Yoann Djidonou)‏ (17 مايو 1986 فرنسا - ) هو لاعب كرة قدم بنيني، يلعب كحارس مرمى، شارك في كأس الأمم الأفريقية 2010.

## روابط خارجية
- يوان دجيدونو على موقع الاتحاد الدولي (مؤرشف)  (الإنجليزية)
- يوان دجيدونو على موقع قاعدة بيانات كرة القدم.إي يو (الإنجليزية)
- يوان دجيدونو على موقع ناشيونال فوتبول تيمز (الإنجليزية)
- يوان دجيدونو على موقع Soccerway.com (الإنجليزية)